# Vintertivoli
Vintertivoli är  Adolphson & Falks tionde album på svenska, utgivet 2015.

## Låtlista[1]
1	Kom Och Se	(4:18)

2	Gud Var God Idag	(3:00)

3	Blå Fred	(4:10)

4	Vemod	(4:24)

5	Inte Nu, Inte Än	(3:49)

6	Jag Behöver Dig Nu	(3:29)

7	Houdini	3:50

8	Dans Med Dig	(3:27)

9	Vintertivoli	(4:50)

10	Förbi	(5:04)